# Sandu (köpinghuvudort i Kina, Jiangxi Sheng, lat 29,17, long 114,69)
Sandu är en köpinghuvudort i Kina. Den ligger i provinsen Jiangxi, i den sydöstra delen av landet, omkring 130 kilometer nordväst om provinshuvudstaden Nanchang. Antalet invånare är 13 595. Befolkningen består av 6 372 kvinnor och 7 223 män. Barn under 15 år utgör 20,0 %, vuxna 15-64 år 71 %, och äldre över 65 år 8,0 %.
Runt Sandu är det ganska tätbefolkat, med 160 invånare per kvadratkilometer. Närmaste större samhälle är Chuantan, 7,3 km norr om Sandu. I omgivningarna runt Sandu växer huvudsakligen savannskog.
Genomsnittlig årsnederbörd är 2 238 millimeter. Den regnigaste månaden är maj, med i genomsnitt 386 mm nederbörd, och den torraste är januari, med 46 mm nederbörd.